# Zespół klasztorny Sióstr Pasterek od Opatrzności Bożej w Poznaniu

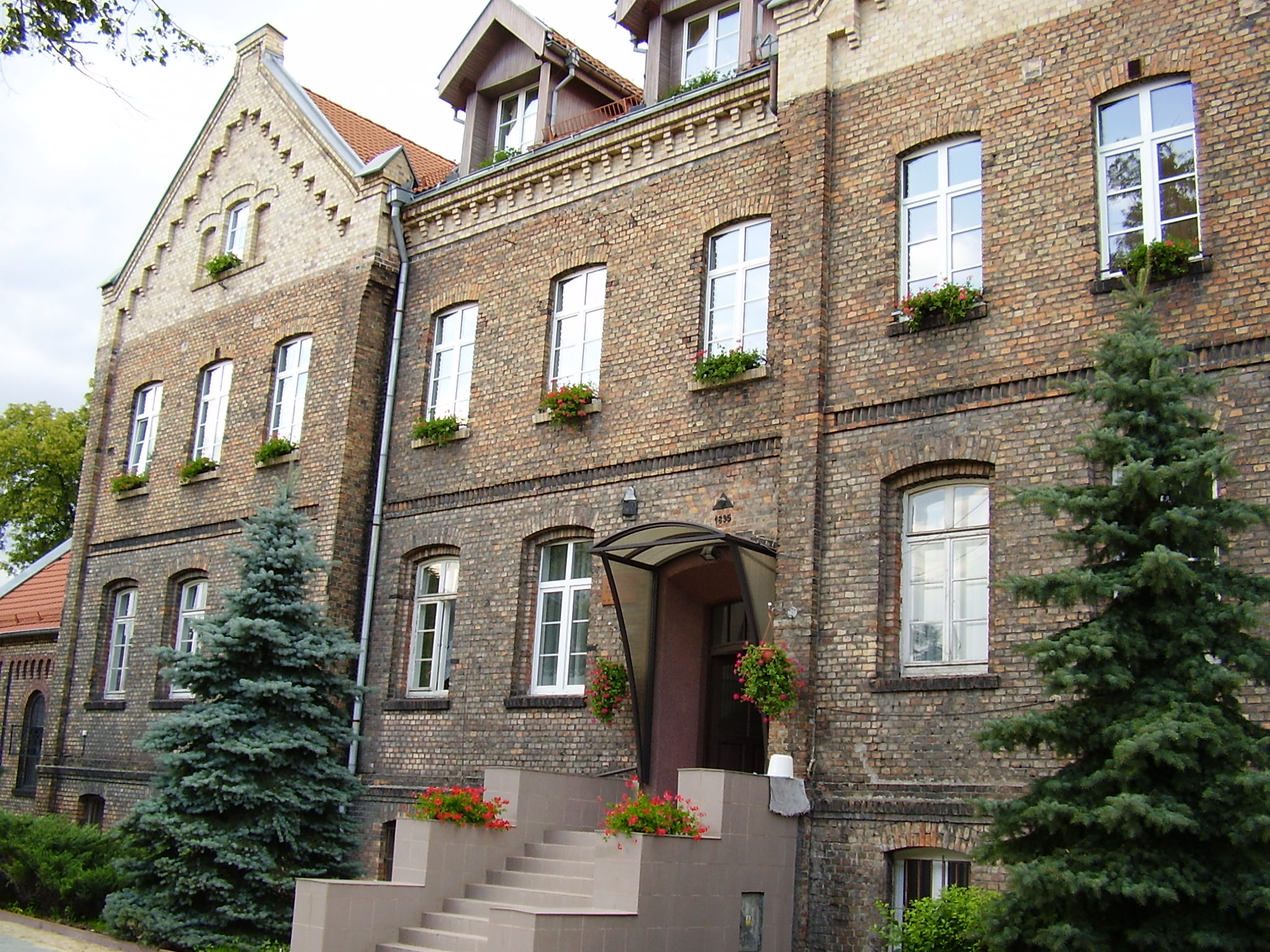
Widok z dziedzińca klasztoru

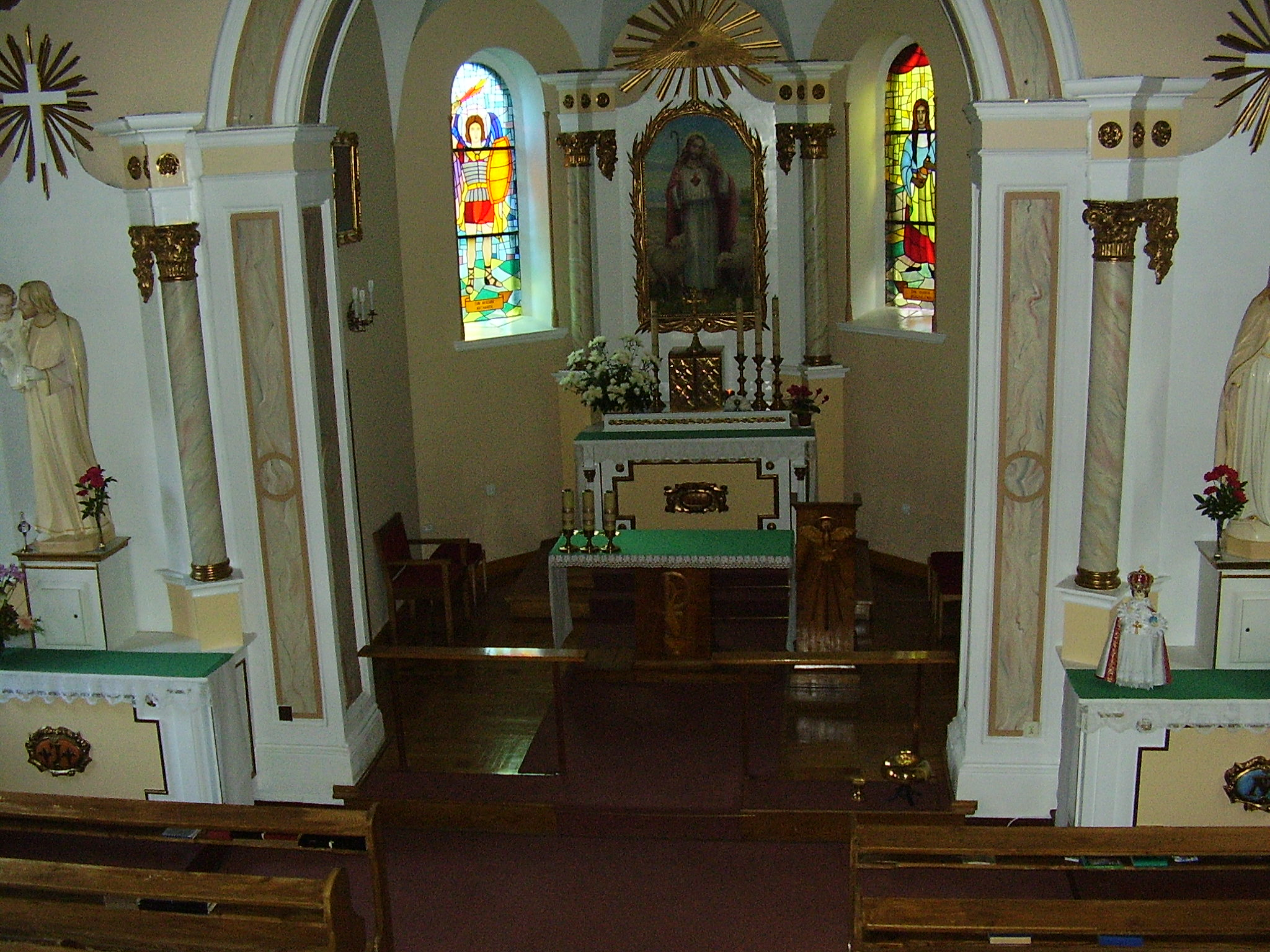
Wnętrze kaplicy

Zespół klasztorny Sióstr Pasterek od Opatrzności Bożej w Poznaniu – zabytkowy zespół klasztorny w Poznaniu, znajdujący się na terenie Winiar (w bezpośrednim sąsiedztwie Osiedla Powstańców Warszawy), przy ul. Piątkowskiej 148.

## Geneza
Koniec XIX wieku był w Poznaniu okresem dynamicznego rozwoju miasta, likwidacji murów miejskich i znaczącej industrializacji – jak we wszystkich metropoliach europejskich tego okresu rodziło to określone problemy społeczne, takie jak imigracja ze wsi do miast, zagubienie młodzieży, alkoholizm i prostytucja młodocianych. Dla ratowania dziewcząt zagrożonych prostytucją, bł Maria Karłowska założyła w 1894 Zgromadzenie Sióstr Pasterek od Opatrzności Bożej.

## Budowa klasztoru
W latach 1898–1900 na terenie Winiar (wtedy była to jeszcze wieś podmiejska), hrabina Potulicka wykupiła cztery hektary gruntu z zabudowaniami gospodarczymi, na których wzniesiono klasztor dla Sióstr Pasterek, z przeznaczeniem m.in. na dom opieki dla zagubionych dziewcząt z ulicy. Projektantem założenia był Kornel Stabrowski z Nakła nad Notecią, natomiast sponsorami budowy – hrabina Aniela Potulicka i Leonia Clerval.

## Forma
Zespół klasztorny przy ul. Piątkowskiej reprezentuje skromne formy neogotyckie. Zbudowany jest z nietynkowanej cegły. Wejście dawniej odbywało się przez ścianę szczytową prezbiterium (za ołtarzem), co było rozwiązaniem tyle niekonwencjonalnym, co niepraktycznym – zmieniono to w latach 20. XX w. W końcu XX w. część głównego budynku strawił pożar, co było asumptem do częściowej rozbudowy założenia (różnice widać w wybarwieniu cegieł).
Obiekt otaczają rozległe ogrody, otoczone wysokim murem z tynkowanych pustaków. Część tego muru jest pozostałością po autentycznym pierwotnym założeniu z 1900.

## Współcześnie
Dom Opiekuńczo-Wychowawczy dla Dziewcząt im. bł. M. Karłowskiej jest niepubliczną placówką socjalizacyjną, zarządzaną przez Zgromadzenie Sióstr Pasterek od Opatrzności Bożej, przeznaczoną dla 30 dziewcząt w wieku gimnazjalnym (na terenie placówki działa gimnazjum). Średnio dotąd, każdego roku do Domu przyjmowano 20 dziewcząt i tyle samo go opuszczało. W 1994 pracowały tu 34 zakonnice.

## Dojazd
Do zespołu klasztornego dojazd zapewniają autobusy MPK Poznań linii 190 oraz 191 – przystanek Św. Leonarda. Przystanek ten znajduje się przy samym obiekcie i służy także autobusom PKS (kierunek Oborniki, Czarnków).